# St. Moritz (Ingolstadt)

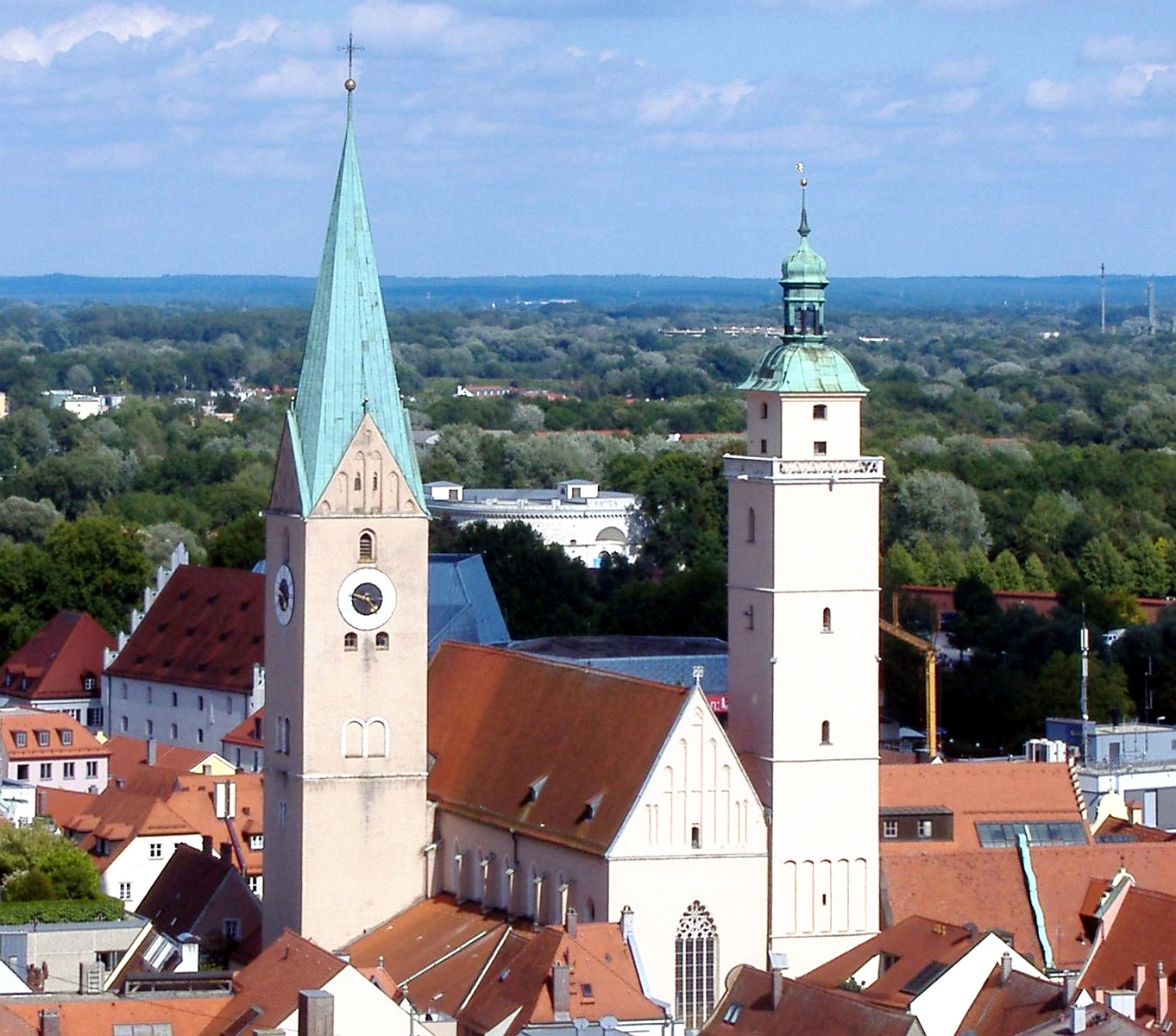
Die Moritzkirche Ingolstadt

Die Moritzkirche, auch Untere Pfarr, ist eine katholische Pfarrkirche in Ingolstadt in der bayerischen Diözese Eichstätt. 

## Geschichte
Sie ist eine dem Heiligen Mauritius geweihte dreischiffige gotische Basilika mit romanischen Elementen. In ihrem ältesten Bestand reicht die Kirche in das 9. Jahrhundert, die Zeit der Stadtgründung, zurück. Ihr jetziger Zustand geht auf das Jahr 1234 zurück, womit sie das älteste erhaltene Bauwerk Ingolstadts ist. Bis zur Fertigstellung des Münsters, der Oberen Pfarr, war die Moritzkirche die einzige Kirche in Ingolstadt. Auch die Anfänge des Schulwesens in der Stadt gehen auf die Kirche St. Moritz zurück, da für das Jahr 1328 eine Pfarrschule bezeugt ist. Die im 18. Jahrhundert von Johann Baptist Zimmermann ergänzten Rokokoelemente wurden 1880 wieder entfernt, jedoch wurde nach 1945 versucht, einen Teil der Dekorationen wiederherzustellen. Die Kirche verfügt zudem über Kapellen in den Seitenschiffen.
Die Kirche hat – entgegen dem ersten Eindruck – nur einen einzigen Kirchturm, nämlich den östlich des Kirchenschiffes (auf dem Foto links mit spitzem Turmhelm). Der rechts sichtbare Turm ist der städtische Pfeifturm. Auf dem wohnte bis 1938 ein Türmer, der Brände und Gefahren im Stadtgebiet zu melden hatte.

## Glocken
Im Kirchturm hängt ein Glockengeläut aus sechs Kirchenglocken.
| Glocke | Name                        | Gussjahr | Giesser                                 | Gewicht ca. | Durchmesser | Schlagton |
| ------ | --------------------------- | -------- | --------------------------------------- | ----------- | ----------- | --------- |
| 1      | Muttergottesglocke          | 1956     | Friedrich Wilhelm Schilling, Heidelberg | 3146 kg     | 1660 mm     | H°        |
| 2      | Mauritiusglocke             | 1642     | Lothringische Wandergießer              | 1800 kg     | 1390 mm     | d′        |
| 3      | Maria, Königin des Friedens | 1991     | Metz, Karlsruhe                         | 1081 kg     | 1191 mm     | e′        |
| 4      | Josefsglocke                | 1956     | Friedrich Wilhelm Schilling, Heidelberg | 854 kg      | 1082 mm     | fis′      |
| 5      | Willibaldsglocke            | 1956     | Friedrich Wilhelm Schilling, Heidelberg | 481 kg      | 903 mm      | a′        |
| 6      | Walburgaglocke              | 1956     | Friedrich Wilhelm Schilling, Heidelberg | 428 kg      | 846 mm      | h′        |

## Orgel

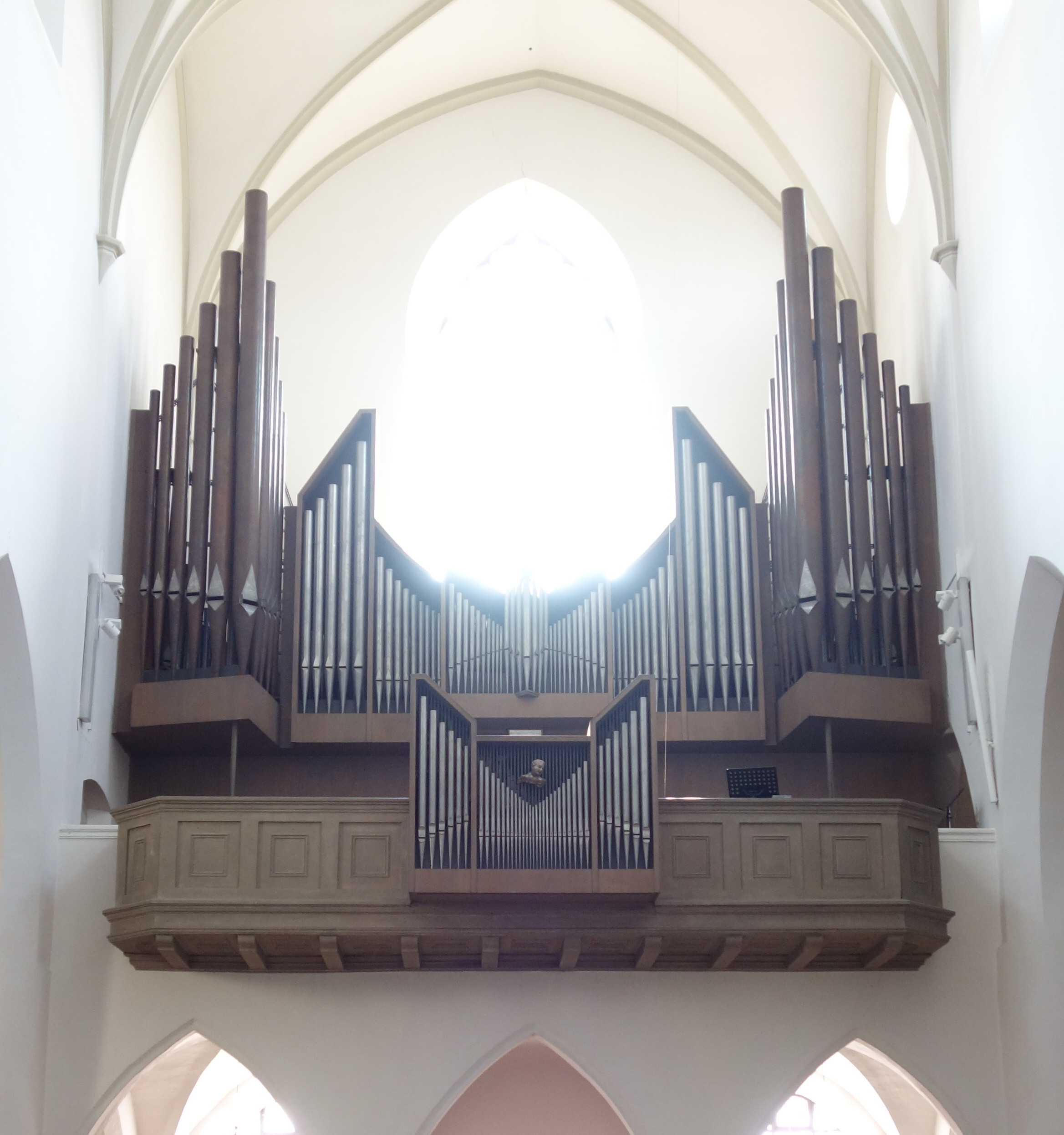
Die Orgel

Die Orgel wurde 1964 von E. F. Walcker & Cie. als Opus 4487 gebaut. Sie hat 51 Register auf vier Manualen und Pedal. Die Disposition lautet:
| I Rückpositiv C–g3 |               |
| Holzgedackt        | 8′            |
| Quintade           | 8′            |
| Koppelflöte        | 4′            |
| Quinte             | 1 ⁄3′         |
| Oberton            | 1 ⁄7′ + 8⁄11′ |
| Prästant           | 4′            |
| Oktave             | 2′            |
| Scharff IV         | 1′            |
| Krummhorn          | 8′            |
| Tremulant          |               |

| II Hauptwerk C–g3 |       |
| Pommer            | 16′   |
| Holzflöte         | 8′    |
| Gemshorn          | 8′    |
| Nachthorn         | 4′    |
| Waldflöte         | 2′    |
| Prinzipal         | 8′    |
| Oktave            | 4′    |
| Rauschpfeife II   |       |
| Mixtur VI         | 1 ⁄3′ |
| Fagott            | 16′   |
| Trompete          | 8′    |

| III Schwellwerk C–g3 |        |
| Rohrgedeckt          | 8′     |
| Blockflöte           | 4′     |
| Schwiegel            | 2′     |
| Nasatquinte          | 2 ⁄3′  |
| Terzflöte            | 1 3⁄5′ |
| None                 | 8⁄9′   |
| Flötenprinzipal      | 8′     |
| Prinzipal            | 4′     |
| Scharffmixtur V      | 2′     |
| Dulcian              | 16′    |
| Franz. Oboe          | 8′     |
| Kopftrompete         | 4′     |
| Tremulant            |        |

| IV Manual C–g3  |      |
| Singend Gedeckt | 8′   |
| Rohrflöte       | 4′   |
| Sifflöte        | 1′   |
| Terzian II      |      |
| Prinzipal       | 2′   |
| Zimbel III      | 1⁄3′ |
| Rohrschalmey    | 8′   |
| Tremulant       |      |

| Pedal C–f1   |         |
| Subbaß       | 16′     |
| Spitzflöte   | 8′      |
| Rohrpommer   | 4′      |
| Nachthorn    | 2′      |
| Prinzipalbaß | 16′     |
| Oktavbaß     | 8′      |
| Choralbaß    | 4′ + 2′ |
| Hintersatz V | 2 ⁄3′   |
| Kontrafagott | 32′     |
| Posaune      | 16′     |
| Trompete     | 8′      |
| Clairon      | 4′      |

## Sonstiges
An der Rückseite des Chorraumes befindet sich die Grablege des Franz von Mercy, Oberbefehlshaber der kaiserlich-bayerischen Armee der Katholischen Liga im Dreißigjährigen Krieg.
Im Kirchturm (auf dem Foto links) hängt ein Bronzegeläut in der Tonfolge h0, d1, e1, fis1, a1, h1. Mit einer Höhe von knapp 70 Metern ist die Kirche zusammen mit dem Liebfrauenmünster das höchste Gotteshaus Ingolstadts.